# تايفون غرافيكس
تايفون غرافيكس (باليابانية: 株式会社颱風グラフィックス، بالروماجي: kabushiki gaisha: taifu gurafikkusu) هو استوديو رسوم متحركة ياباني، تأسس في 1 مايو عام 2014، ويقع مقره في مدينة موساشينو في طوكيو.

## أعمال الاستوديو

### مسلسلات أنمي تلفزيونية
| العنوان             | المخرج          | تاريخ بداية العرض | تاريخ نهاية العرض | عدد الحلقات | مراجع |
| ------------------- | --------------- | ----------------- | ----------------- | ----------- | ----- |
| One Room            | شينيتشيرو أويدا | 11 يناير 2017     | 29 مارس 2017      | 12          | [ 2 ] |
| Room Mate           | تاكاشي ساكوما   | 12 أبريل 2017     | 28 يونيو 2017     | 12          | [ 3 ] |
| Sengoku Night Blood | كاتسويا كيكوتشي | 3 أكتوبر 2017     | 26 ديسمبر 2017    | 12          | [ 4 ] |

### أوفا
| العنوان  | المخرج          | تاريخ العرض  | عدد الحلقات | مراجع |
| -------- | --------------- | ------------ | ----------- | ----- |
| One Room | شينيتشيرو أويدا | 26 مايو 2017 | 3           | [ 5 ] |

### أونا
| العنوان               | المخرج          | تاريخ العرض | عدد الحلقات | مراجع |
| --------------------- | --------------- | ----------- | ----------- | ----- |
| Tōtotsu ni Egypt Kami | كاتسويا كيكوتشي | ديسمبر 2020 |             | [ 6 ] |

## وصلات خارجية
- الموقع الرسمي باللغة اليابانية